# روبر مونیه
روبر مونیه (فرانسوی: Robert Monier‎; ۲۰ فوریهٔ ۱۸۸۵ – ۶ دسامبر ۱۹۴۴) قایقران قایق بادبانی، و بازیکن راگبی ۱۵ نفره اهل فرانسه بود.